# 邢抱质
邢抱质（?—?），辽朝（契丹）政治人物，应州人，辽圣宗时南府宰相。

## 生平
邢抱质是南院枢密使邢抱朴的弟弟。幼年时和兄长一起跟着母亲陈氏学习经学，长大后以儒术著称。辽圣宗统和二十九年（1011年），以南府宰相知南院枢密使事。次年，为大同军节度使。开泰二年（1013年），加开府仪同三司、守司空兼侍中。

## 家庭
- 父亲：邢简，刑部郎中
- 母亲：陈氏
  - 兄长：邢抱朴，南院枢密使